# ظهرة البرك
ظهرة البرك منطقة عراقية، في حوض وادي المهاري، بناحية الشبكة بقضاء النجف، بمحافظة النجف، بالبادية العراقية جنوب العراق.